# Brüder Denhardt
Die Brüder Denhardt waren zwei deutsche Afrikaforscher:
- Clemens Denhardt (1852–1929)
- Gustav Denhardt (1856–1917)